# تورسینا
تورسینا (به ایتالیایی: Torresina) یک کومونه در ایتالیا است که در استان کونیو واقع شده‌است.

## خصوصیات
تورسینا ۳٫۸ کیلومترمربع مساحت و ۶۴ نفر جمعیت دارد و ۷۰۴ متر بالاتر از سطح دریا واقع شده‌است.